# Olegario Sotelo
Olegario Sotelo Blanco, (Quintela, provincia de Orense, 8 de septiembre de 1945) es un empresario, editor y escritor español.

## Biografía
Emigró a Barcelona a principios de los años sesenta y trabajó en múltiples oficios, para terminar dedicándose al sector inmobiliario. Paralelamente, creó las editoriales Sotelo Blanco y la Ronsel  (1993) y presidió el Centro Gallego de Barcelona. En 2005 regresó a Galicia. Como escritor se ha interesado por el mundo rural gallego y los problemas sociales, políticos y psicológicos derivados de la emigración.

## Obras
| Ensayos - A emigración galega en Catalunya, 1991, Sotelo Blanco Edicións (traducido al español como La emigración gallega en Cataluña en el mismo año y editorial). - Antropoloxía cultural das Terras de Caldelas", 2 volúmenes, 1992, Sotelo Blanco Edicións. - Os afiadores: a industria ambulante, 1994, Sotelo Blanco Edicións. - Xentes do mar do Grove, 2006, Sotelo Blanco Edicións. Narrativa - Contos de indianos, 1994, Sotelo Blanco Edicións. - Non houbo queixa e outros contos exemplares, 2001, Sotelo Blanco Edicións. Literatura infantil y juvenil - A volta ós mundos de Tucho, 1995, Sotelo Blanco Edicións. Conversaciones - Conversas con Xaime Quessada]]¡¡, 1991, Sotelo Blanco Edicións. - A voz do emigrante, 2006, Sotelo Blanco Edicións. Obras colectivas - A concentración parcelaria, 1994, Sotelo BlancoEdicións. (Con Manuel Mandianes Castro) - A Coruña á luz das letras, 2008, Trifolium. - Marcos Valcárcel. O valor da xenerosidade, 2009, Difusora. | Narrativa - El viaje de la vida, 1997, Ronsel. - Un buen final y otros cuentos ejemplares, 2001, Ronsel. Ensayo - Castro Caldelas y su comarca, 1981, Sotelo Blanco Edicións. - Justo Molinero: el gran comunicador, 1990, Sotelo Blanco Edicións. - Caldelas: antropología cultural de una comarca gallega, 1993, Ronsel. - El problema de la vivienda. La pesadilla de encontrar un piso hoy, 1993, Ronsel. - Perfiles del Guinardó, 2002, Ronsel. Conversaciones - Ochenta y ocho gallegos: una tierra a través de sus gentes, 1983, Sotelo Blanco Edicións. Obras colectivas - Galicia, pueblo emigrante. ¿Por qué?, 1978, Rase. |

## Premios
- Pedrón de Honra en 1992.
- Nominado Galego Egrexio por la Fundación Premios da Crítica en 2001.